# Richard Hartshorne
Richard Hartshorne (12 de diciembre de 1899 – 5 de noviembre de 1992) fue un prominente geógrafo estadounidense, y profesor de la Universidad de Wisconsin-Madison, especializado en geografía económica y  política y en filosofía de la geografía. Es muy conocido por su trabajo metodológico La Naturaleza de la Geografía.

## Biografía
Nacido en Kittanning y fue el hijo del reverendo F.C. Hartshorne. Fue hermano del famoso filósofo estadounidense Charles Hartshorne.
Se graduó en la Universidad de Princeton en 1920 y obtuvo el doctorado en la Universidad de Chicago en 1924. Desde esa fecha y hasta 1940 enseñó en la Universidad de Minesota para pasar a dar clase en la Universidad de Wisconsin entre 1945 y 1970. Entre ambos periodos, sirvió durante la Segunda Guerra Mundial como director de la División Geográfica del departamento de Investigación y Análisis de la Oficina de Servicios Estratégicos.
Hartshorne fue presidente de la Asociación de Geógrafos Americanos en 1949. Recibió la máxima distinción de la entidad en 1960. También recibió un doctorado honoris causa de la Universidad Clark el 17 de abril de 1971 y la Medalla Victoria de la Royal Geographical Society en 1984.
Murió de cáncer en su hogar en Madison, Wisconsin.

## Trabajo
Su libro de 1939 The Nature of Geography: A Critical Survey of Current Thought in the Light of the Past, refleja su preocupación de que los geógrafos, como científicos y académicos, deberían familiarizarse con el trabajo pasado en su área. El libro se convirtió en una referencia en su campo y fue reeditado durante décadas, con la séptima edición en 2000.
En la década de 1950, Hartshorne fue parte de un debate geográfico clave sobre la naturaleza de la propia geografía. Fred K. Schaefer abogó por la adopción del método científico y por el estudio de leyes espaciales, criticando el "viejo método" propuesto por la "ortodoxia hartshorniana".
su libro de 1970 The Academic Citizen: Selected Statements by Richard Hartshorne, prologado y anotado por Mark Hoyt Ingraham, contiene varias afirmaciones académicas firmadas o cofirmadas por Hartshorne entre 1940 y 1960, antes de ser profesor emérito en la Universidad de Wisconsin.

## Publicaciones
Selección de sus principales libros:
- 1939. The Nature of Geography: A Critical Survey of Current Thought in the Light of the Past
- 1959. Perspective on the Nature of Geography
- 1970. The Academic Citizen: Selected Statements by Richard Hartshorne. University of Wisconsin

Selección de sus principales artículos:
- 1927. "Location as a Factor in Geography", Annals of the Association of American Geographers, Vol. 17, No. 2 (Jun., 1927), pp. 92–99
- 1933. "Geographic and Political Boundaries in Upper Silesia", Annals of the Association of American Geographers, Vol. 23, No. 4 (Dec., 1933), pp. 195–228.
- 1935. (and Samuel N. Dicken) "A Classification of the Agricultural Regions of Europe and North America on a Uniform Statistical Basis", Annals of the Association of American Geographers, Vol. 25, No. 2 (Jun., 1935), pp. 99–120.
- 1935. "Recent Developments in Political Geography, I", The American Political Science Review, Vol. 29, No. 5 (Oct., 1935), pp. 785–804.
- 1935. "Recent Developments in Political Geography, II", The American Political Science Review, Vol. 29, No. 6 (Dec., 1935), pp. 943–966.
- 1938. "Six Standard Seasons of the Year", Annals of the Association of American Geographers, Vol. 28, No. 3 (Sep., 1938), pp. 165–178.
- 1940. "The Concepts of 'Raison d'Être' and 'Maturity' of States; Illustrated from the Mid-Danube Area", Annals of the Association of American Geographers, vol. 30, pp. 59–60; 1940.
- 1941. "The Politico-Geographic Pattern of the World", Annals of the American Academy of Political and Social Science, Vol. 218, Public Policy in a World at War (Nov., 1941), pp. 45–57.
- 1958. "The Concept of Geography as a Science of Space, from Kant and Humboldt to Hettner", Annals of the Association of American Geographers, Vol. 48, No. 2 (Jun., 1958), pp. 97–108.
- 1960. "Political Geography in the Modern World", The Journal of Conflict Resolution, Vol. 4, No. 1, The Geography of Conflict (Mar., 1960), pp. 52–66.